# Ołena Czerewatowa
Olena Czerewatowa (ukr. Олена Череватова, ur. 17 marca 1970) – ukraińska kajakarka, brązowa medalistka olimpijska z  Aten.
Brała udział w dwóch igrzyskach olimpijskich (IO 00, IO 04). Po medal w 2004 sięgnęła w czwórce na dystansie 500 metrów. Wspólnie z nią płynęły Inna Osypenko, Hanna Bałabanowa i Tetiana Semykina. W czwórce na dystansie 1000 metrów zdobyła srebrny medal mistrzostw świata w 2003. Była również złotą medalistką mistrzostw Europy w 2004 (K-4 500 m).